# Анипемза
Анипемза (на арменски: Անիպեմզա) е село и община в Армения, област Ширак. Според Националната статистическа служба на Армения през 2012 г. общината има 505 жители.
В селото се намират останките на Ереруйкската базилика от ІV – V век, вписана през 1995 г. в списъка на обектите на световното културно и природно наследство на ЮНЕСКО.

## Демография
Броят на населението в годините 1831–2004 е, както следва: